# Drwalew (województwo łódzkie)
Drwalew – wieś w Polsce położona w województwie łódzkim, w powiecie poddębickim, w gminie Wartkowice.
W latach 1954–1972 wieś należała i była siedzibą władz gromady Drwalew. W latach 1975–1998 miejscowość administracyjnie należała do województwa sieradzkiego.